# Collins Pennie
Collins Curtis Pennie, född 20 juni 1985 i Fort Greene i Brooklyn i New York, är en amerikansk skådespelare. Han är känd för att spela rollen som Ronnie Heflin i Prom Night och Timekeeper Jaeger i In Time. Han har även medverkat i filmerna Fame (nyinspelning från 2009) och Stomp the Yard 2: Homecoming. Han är av trinidadisk härkomst.

## Filmografi (i urval)
| Film | Film                         | Film              |
| År   | Film                         | Roll              |
| ---- | ---------------------------- | ----------------- |
| 2006 | Half Nelson                  | Mike              |
| 2008 | Prom Night                   | Ronnie Heflin     |
| 2009 | Fired Up!                    | Adam              |
| 2009 | Fame                         | Malik Washburn    |
| 2010 | Stomp the Yard 2: Homecoming | Chance Harris     |
| 2011 | In Time                      | Timekeeper Jaeger |

| TV   | TV                    | TV            | TV        |
| År   | Titel                 | Roll          | Noter     |
| ---- | --------------------- | ------------- | --------- |
| 2002 | As the World Turns    | Sean          | 2 avsnitt |
| 2004 | I lagens namn         | Jimmy Gordon  | 1 avsnitt |
| 2005 | Brottskod: Försvunnen | Chris         | 1 avsnitt |
| 2007 | Shark                 | Lewis Beamon  | 1 avsnitt |
| 2008 | CSI: Miami            | Tommy         | 2 avsnitt |
| 2010 | Hawthorne             | Marcus Leeds  | 9 avsnitt |
| 2010 | CSI: Miami            | Shane Newsome | 1 avsnitt |
| 2013 | Revenge               | Eli           | 2 avsnitt |